# Focke-Wulf Fw 187
El Focke-Wulf Fw 187 Falke (‘halcón’ en alemán) fue un avión desarrollado por la firma alemana Focke-Wulf a finales de los años 1930. El diseño de detalle fue encomendado al ayudante de Kurt Tank , el oberingenieur R. Blaser como un caza bimotor de alto rendimiento, pero la Luftwaffe nunca vio necesidad de adoptar ese diseño, que encajaba entre el Messerschmitt Bf 109 y Bf 110. Los últimos prototipos fueron adaptados a una versión biplaza como un competidor del Bf 110 en la función de Zerstörer (destructor de bombarderos), pero la Luftwaffe tampoco se interesó por el Fw 187 en esa función.

## Historia operacional
Los tres Fw 187 A-0 de preproducción estuvieron a cargo de los pilotos de pruebas de Focke-Wulf para defender su fábrica en Bremen durante el verano de 1940 en el denominado Industrie-Schutzsaffel. Aunque se afirmó que lograron varios derribos, es probable que se tratara de propaganda. Los tres A-0 fueron enviados en el invierno de dicho año a Noruega promoviendo que el avión estaba entrando en servicio como reemplazo del Bf 110, para tareas de evaluación con el 13.(Zerstórer) Staffel del JG77 junto a los Bf 110C de dicha unidad. Los pilotos según se informa encontraron el Fw 187 superior al Bf 110 en casi todos los aspectos, pero el Ministerio del Aire pronto los retiró de servicio. Fueron devueltos a Focke-Wulf, donde volvieron a ser usados para la defensa de sus instalaciones. Un Fw 187 fue enviado a la escuela de tiro aéreo en Vaerlose, Dinamarca, en 1942.

## Especificaciones (Fw 187 A-0)

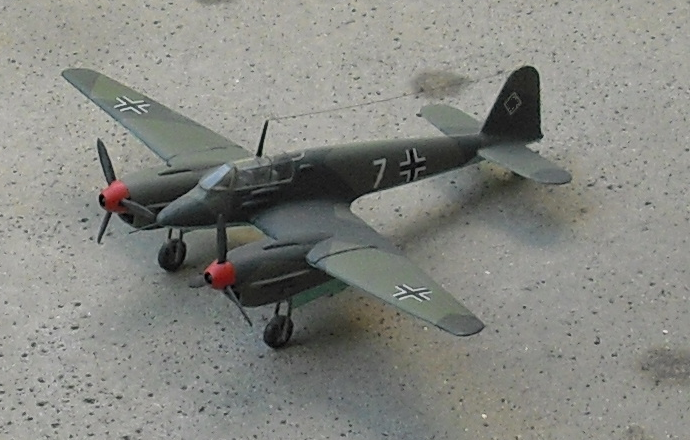
Modelo a escala del Focke-Wulf Fw 187

Referencia datos: 

### Características generales
- Tripulación: 2
- Longitud: 11,10 m
- Envergadura: 15,48 m
- Altura: 3,85 m
- Superficie alar: 30,40 m²
- Peso vacío: 3.402 kg
- Peso cargado: 4.900 kg
- Planta motriz: 2× Motor V12 invertido Junkers Jumo 210G.
  - Potencia: 515 kW (710 HP; 700 CV) cada uno.

### Rendimiento
- Velocidad máxima operativa (Vno): 545 km/h (339 MPH; 294 kt) a 4.600 m, 466 km/h a nivel del mar
- Alcance: 1.450 km
- Techo de vuelo: 10.000 m
- Régimen de ascenso: 12,1 m/s (2382 ft/min)
- Carga alar: 164,1 kg/m² (33,6 lb/ft²)

### Armamento
- Ametralladoras: 4× MG 17 de 7,92 mm, en los laterales del fuselaje

- Cañones: 2× MG FF de 20 mm instalado lado a lado en el fuselaje

### Aeronaves similares
- Messerschmitt Bf 110
- Fokker G.I
- Arado Ar 240
- Messerschmitt Me 210
- Focke-Wulf Ta 154
- Gloster F.9/37
- Westland Whirlwind
- Grumman F5F/Grumman XP-50

### Secuencias de designación
- Sistema de designación aeronaves del RLM: ← Fl 185 · Fw 186 · Ju 186 · Fw 187 · Ju 187 · Ju 188 · Fw 189 →

### Listas relacionadas
- Anexo:Aeronaves militares de Alemania en la Segunda Guerra Mundial